# Kostivere
Kostivere (Duits: Kostifer) is een plaats in de Estlandse gemeente Jõelähtme, provincie Harjumaa. De plaats heeft de status van groter dorp of vlek (Estisch: alevik).

## Bevolking
De plaats had 753 inwoners op 31 december 2011 en 765 inwoners op 31 december 2021.

## Ligging
Kostivere ligt aan de rivier Jõelähtme. Ten noordoosten van de plaats ligt het natuurpark Kostivere maastikukaitseala.

## Geschiedenis
De plaats werd voor het eerst genoemd in 1241 onder de naam Kostæueræ. In 1379 werd een landgoed Costiuere genoemd. Het behoorde aanvankelijk tot de bezittingen van het Piritaklooster. Na de Lijflandse Oorlog kwam het landgoed Kostifer in particuliere handen. Johann von Brevern, die het landgoed in 1772 in bezit kreeg, liet in de jaren 1770-1780 een landhuis bouwen. Later kwam er een groot aantal bijgebouwen bij, die grotendeels bewaard zijn gebleven.
Tijdens de Revolutie van 1905 staken opstandelingen het landhuis in brand. In 1907 werd Alexander von Dehn de nieuwe eigenaar. Hij liet het landhuis herbouwen.
Tijdens de Republiek Estland in het interbellum was het landhuis het administratieve centrum van een boerderij die in staatshanden was. Dat bleef het tijdens de Sovjetbezetting, maar nu van een sovchoz. Sinds 2012 is het landhuis een cultureel centrum.
In 1977 werd Kostivere een vlek (alevik).

## Foto's

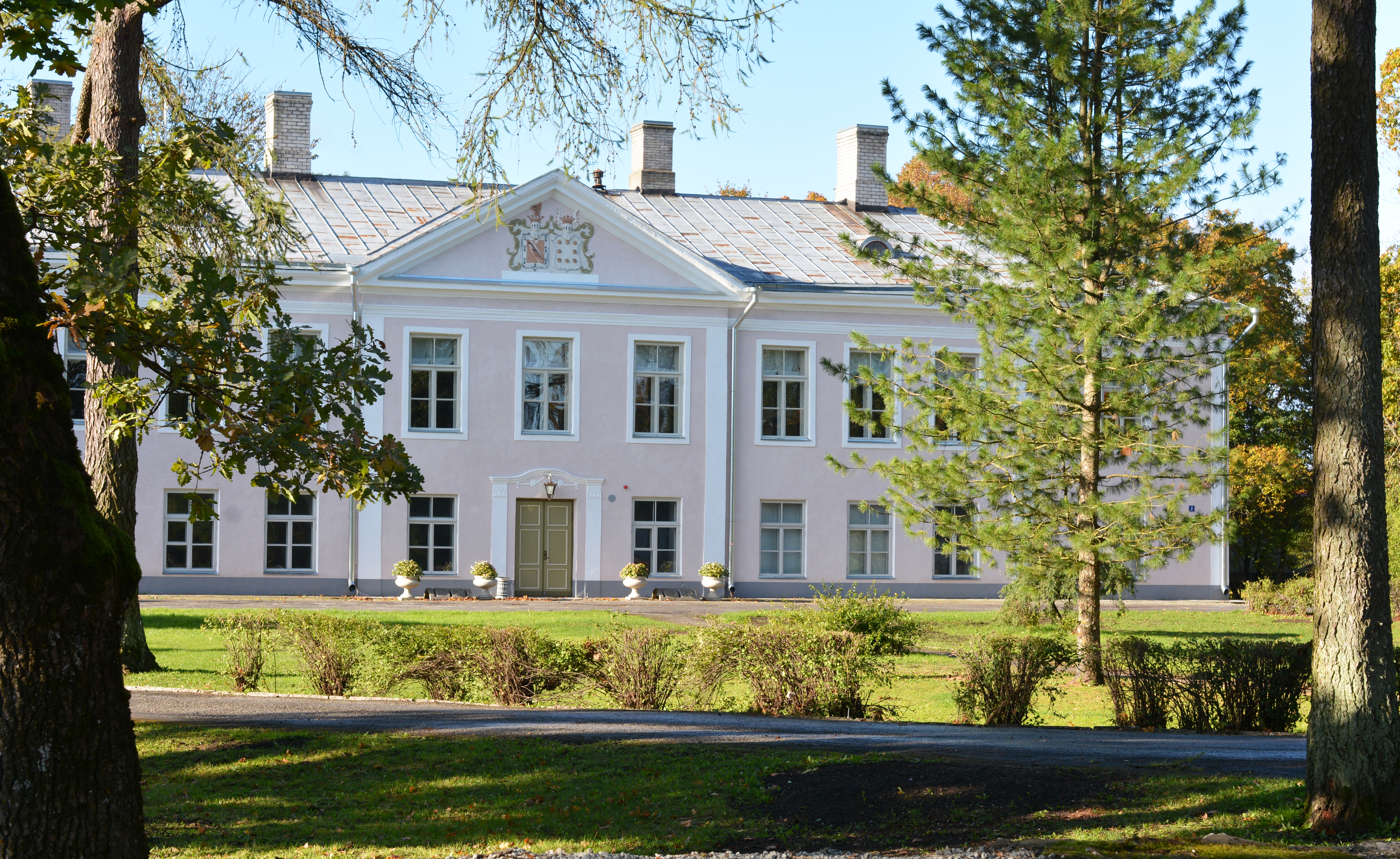
Het landhuis van Kostivere
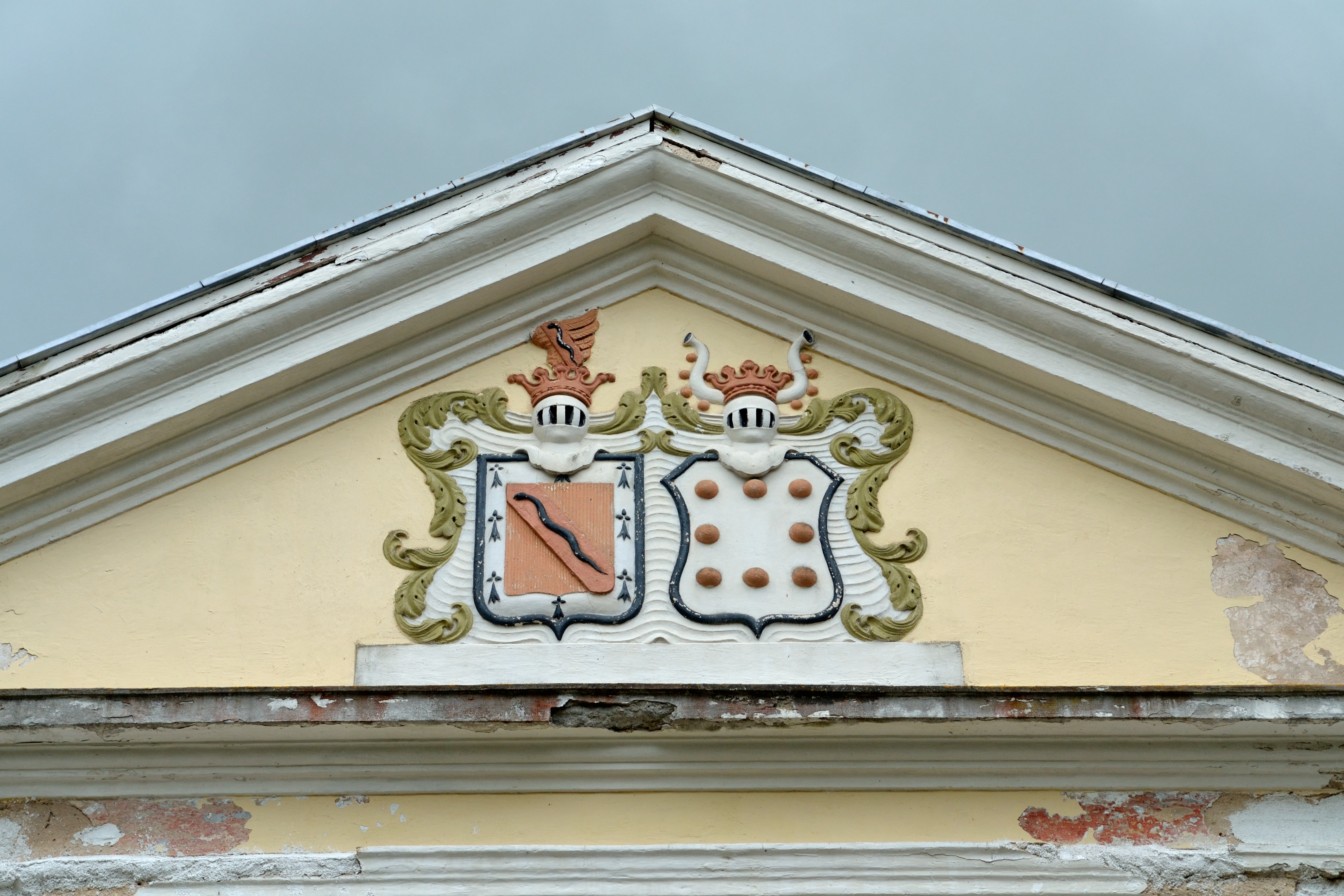
Wapenschilden van de families von Breven en von Holstein boven de hoofdingang
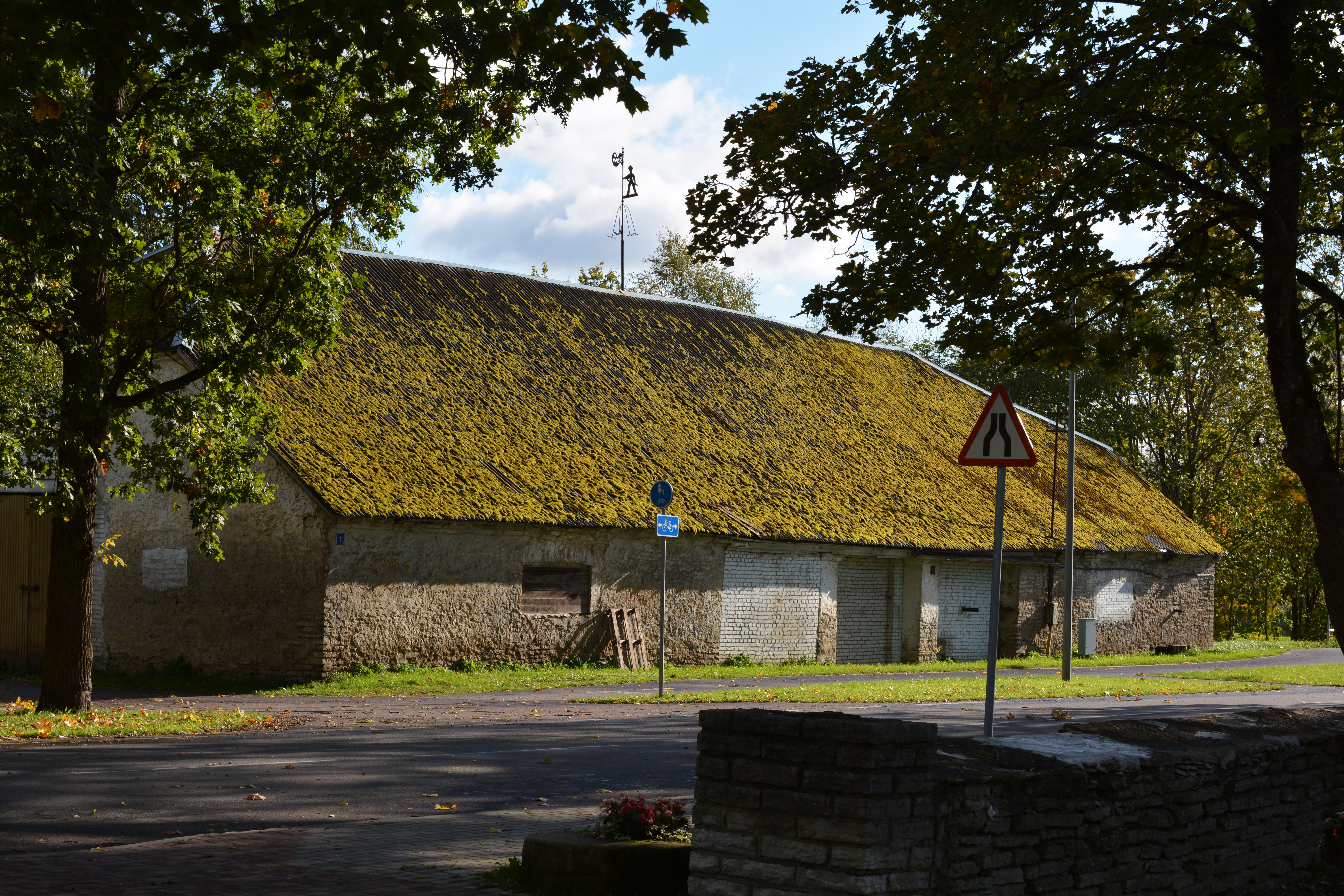
Schuur
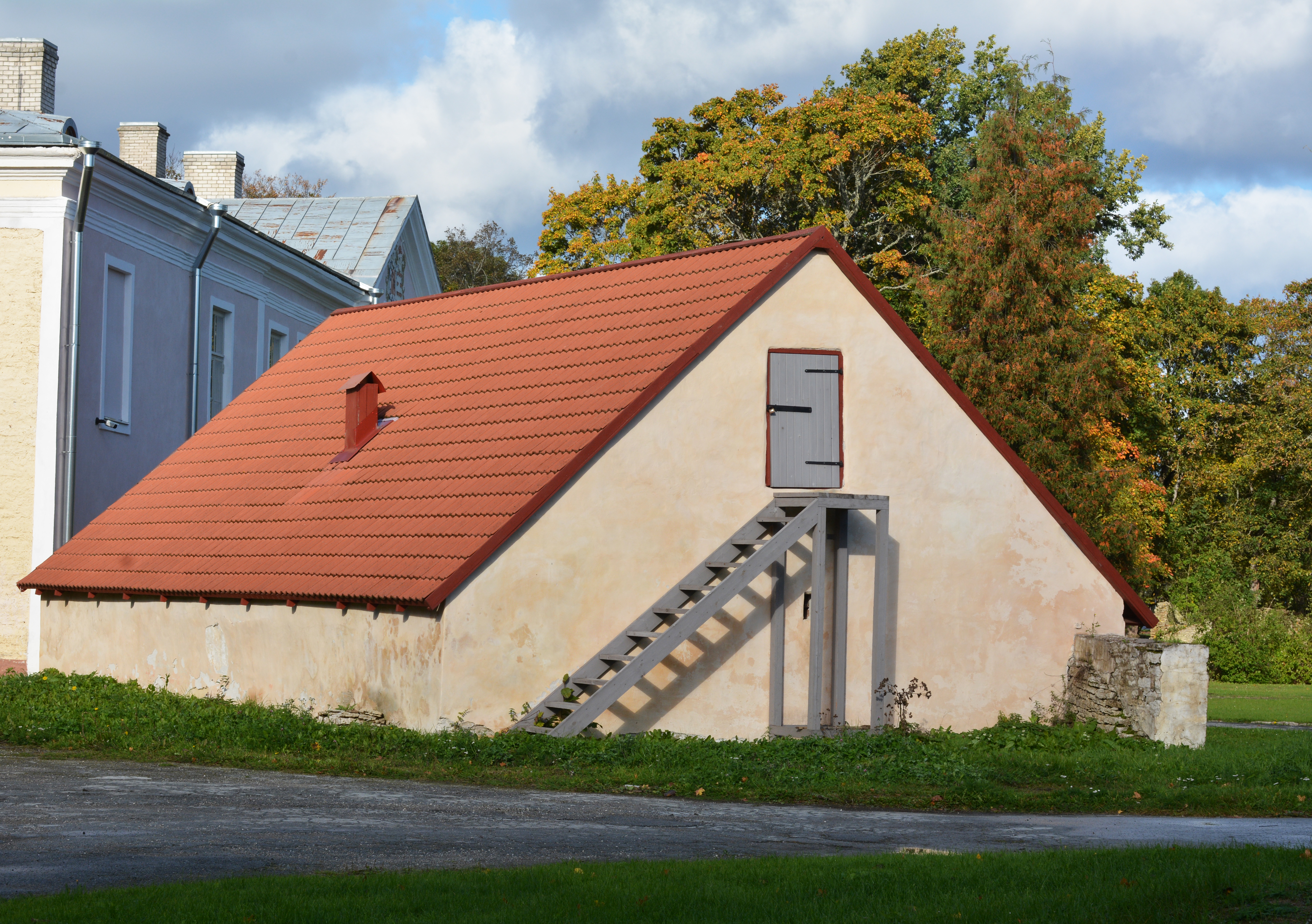
Opslagruimte
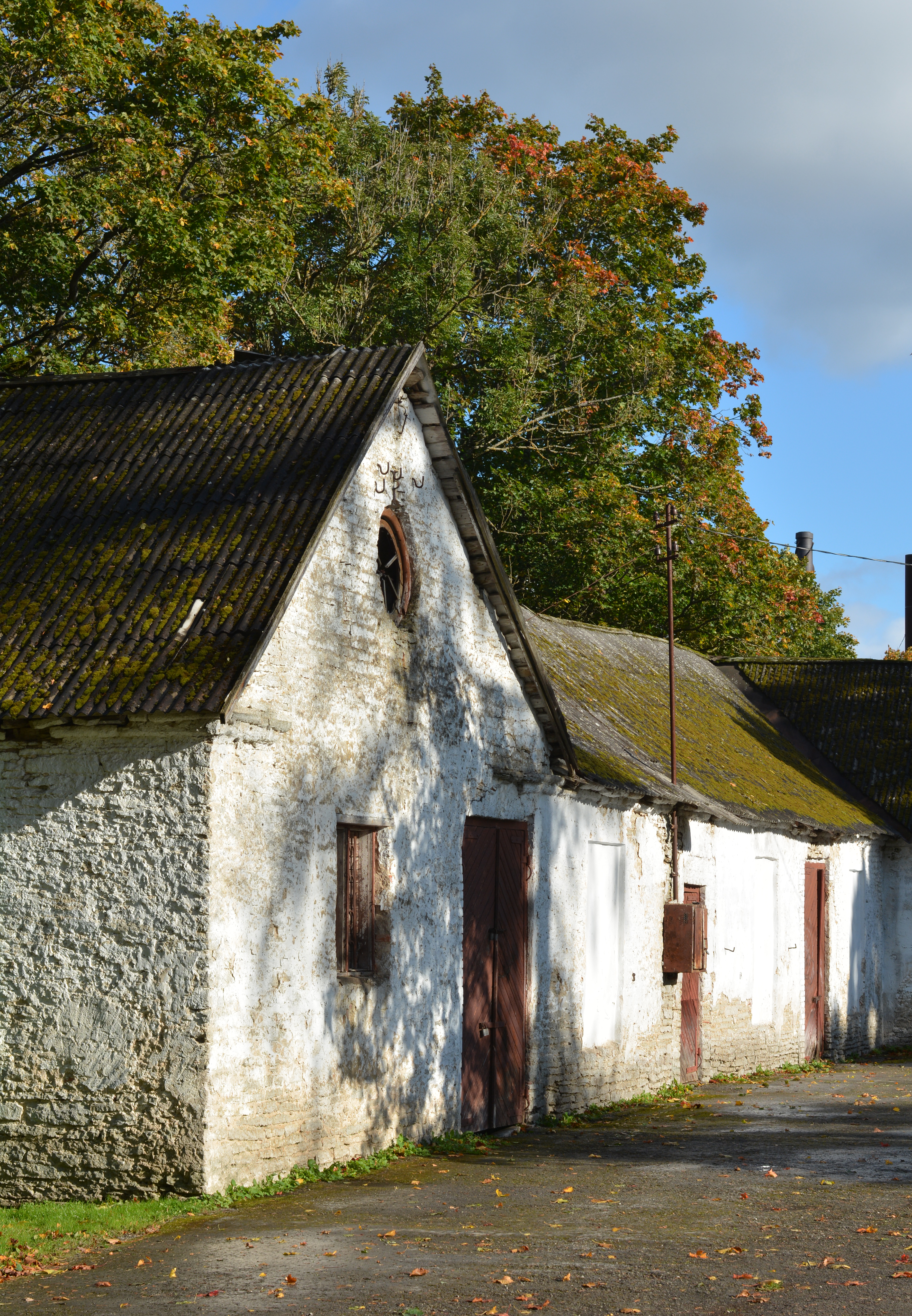
Koetshuis
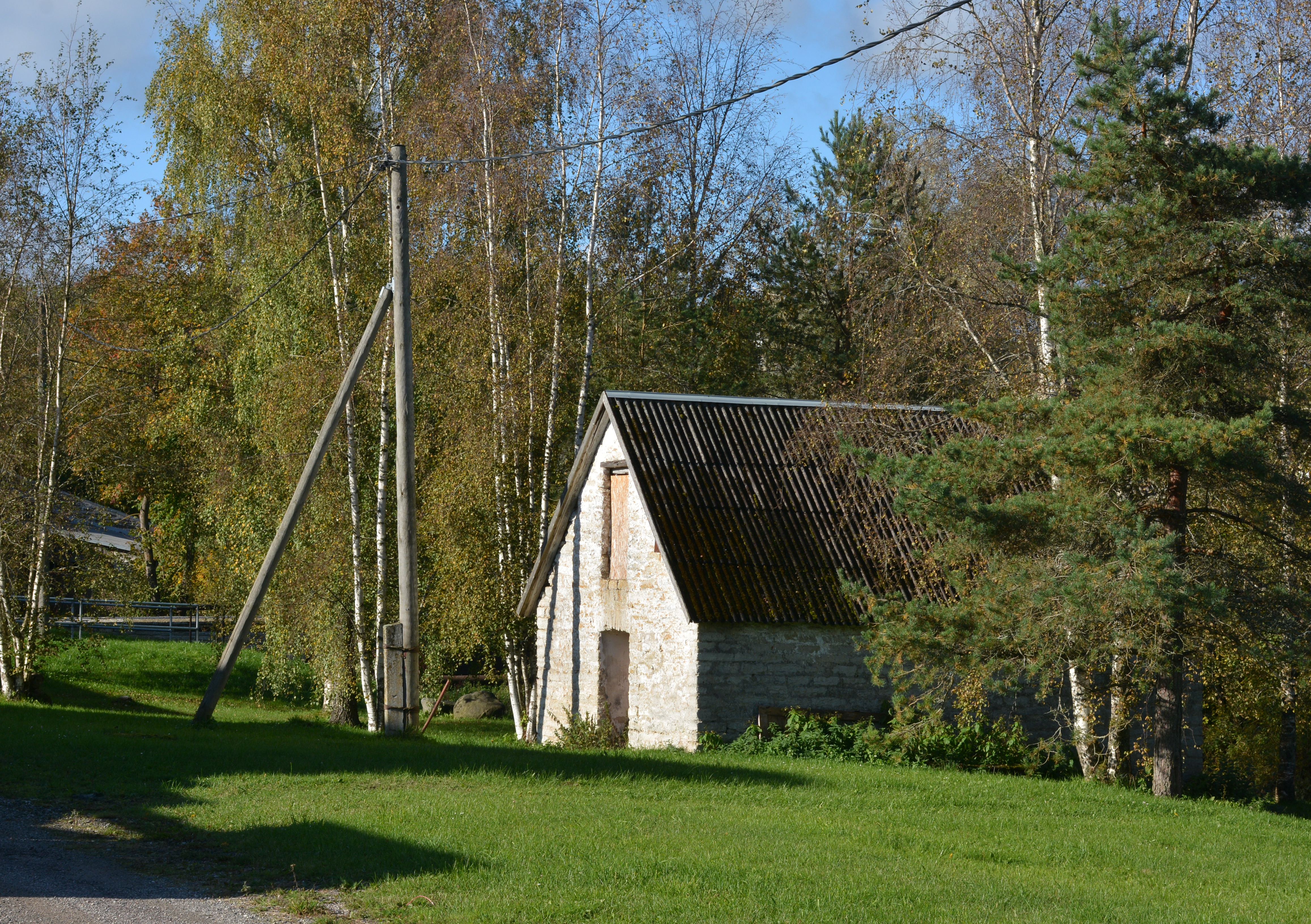
Smidse
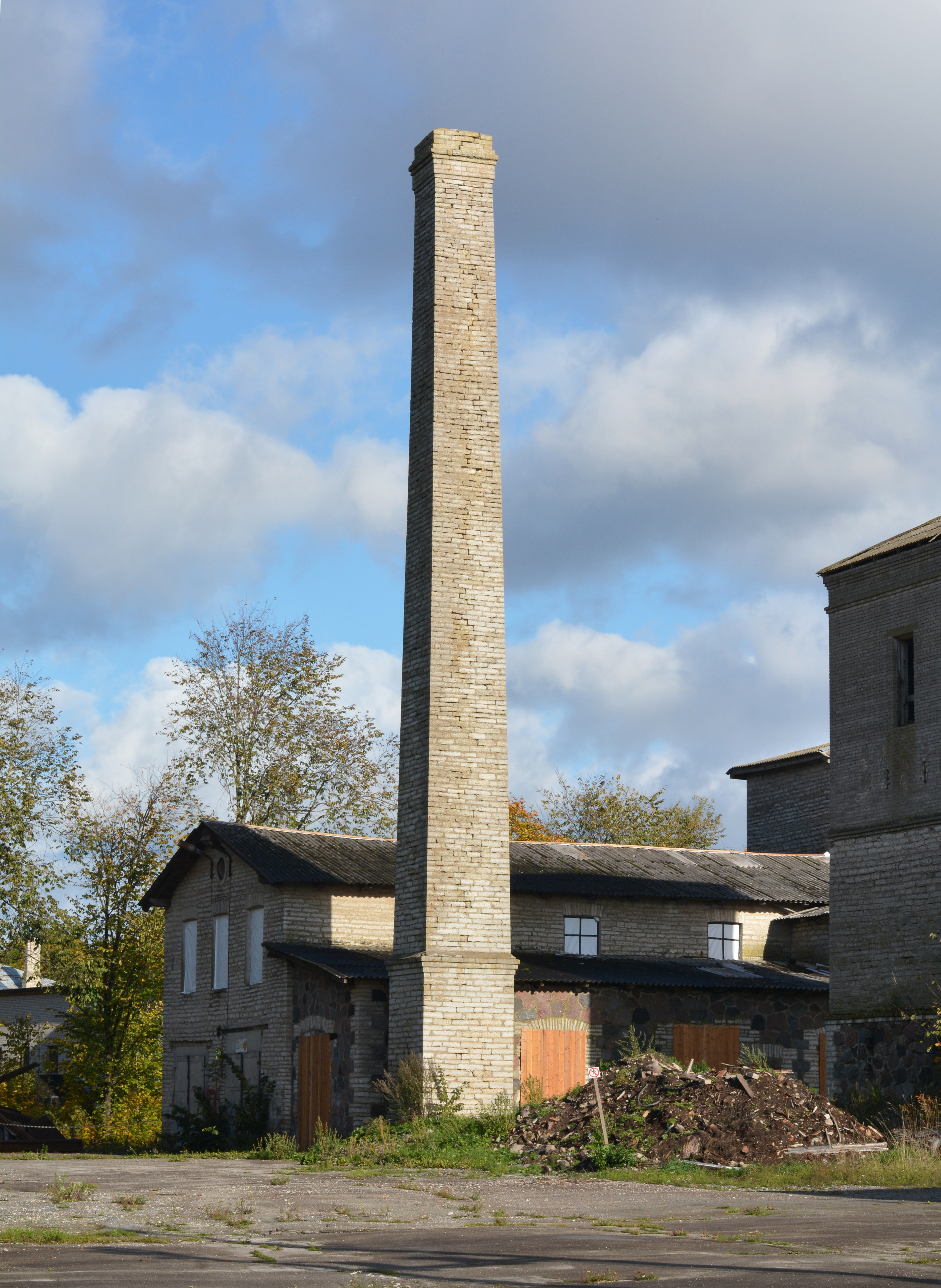
Wodkastokerij
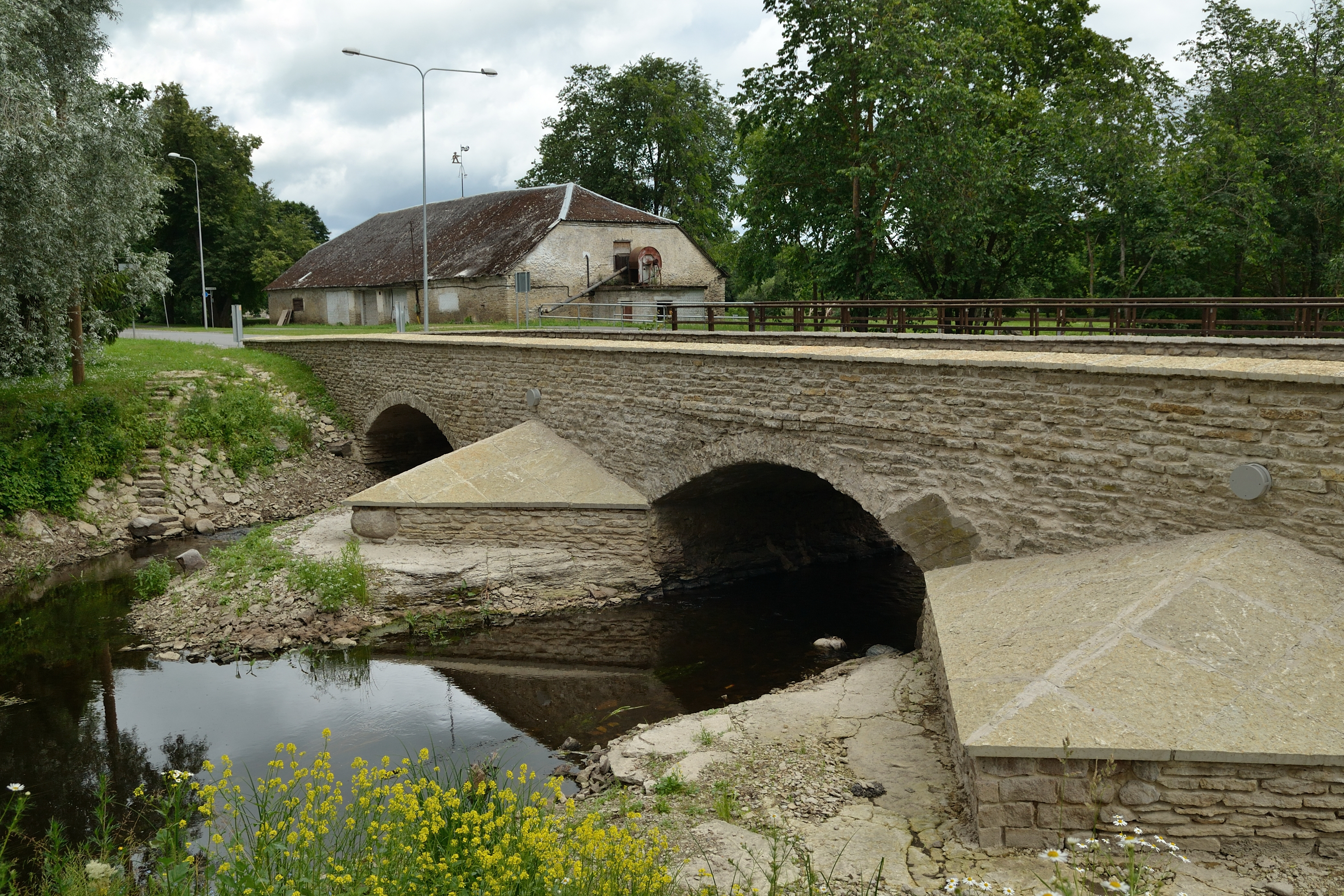
Brug bij het landhuis
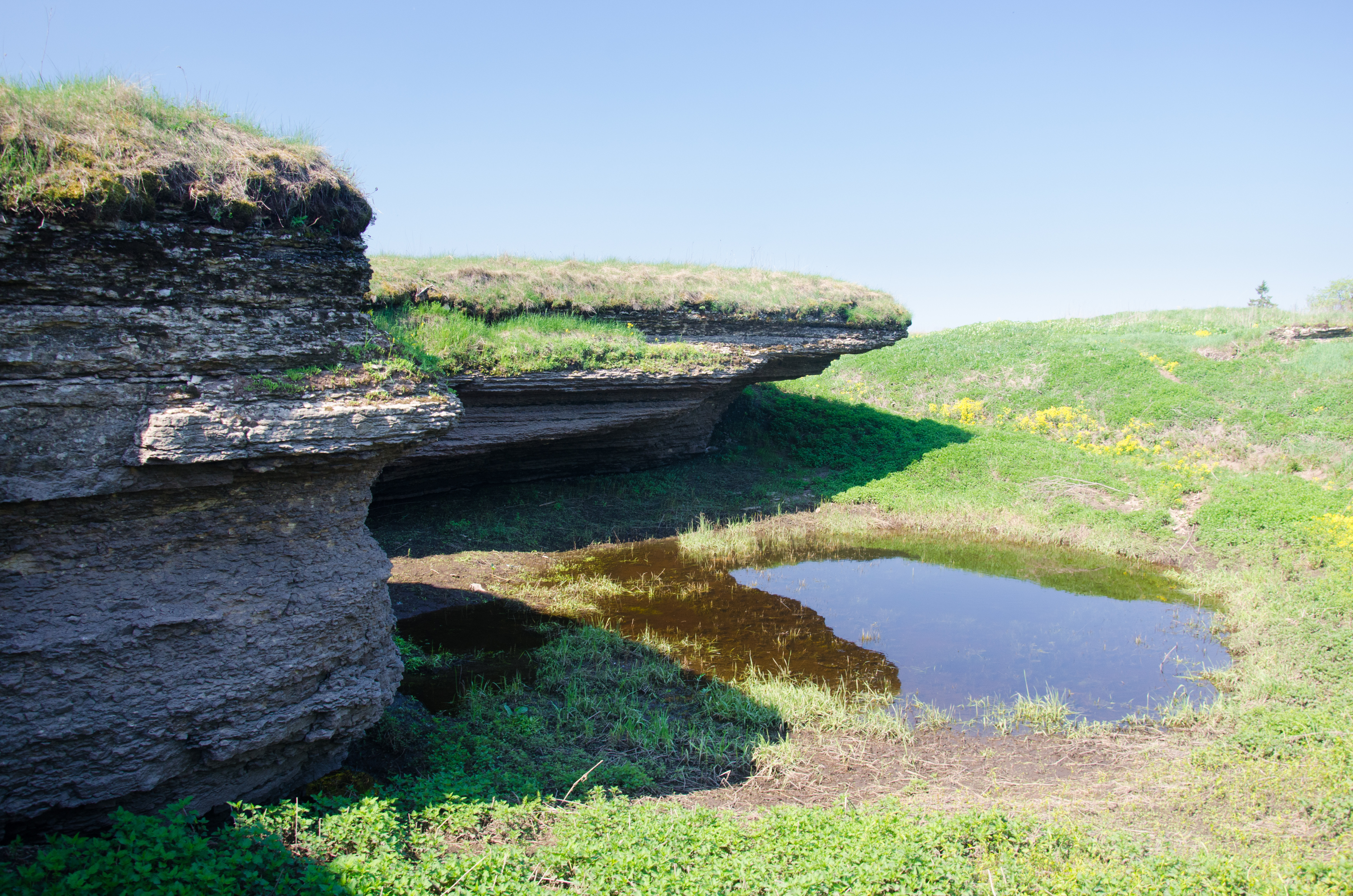
Karstlandschap in het natuurpark bij Kostivere